# مارینا ششنینا
مارینا ششنینا (روسی: Марина Игоревна Шешенина؛ زادهٔ ۲۶ ژوئن ۱۹۸۵) یک بازیکن والیبال اهل روسیه است. او در المپیک ۲۰۰۴ با روسیه به مدال نقره دست یافت.